# Rafik Warcha
Youhanna Rafik Warcha (ur. 1 listopada 1971 w Okaibé) – libański duchowny maronicki, biskup kurialny Antiochii od 2018.

## Życiorys

### Prezbiterat
17 sierpnia 1996 otrzymał święcenia kapłańskie i został inkardynowany do eparchii Dzuniji. Pracował głównie jako duszpasterz parafialny. W 2011 został sekretarzem generalnym patriarchatu maronickiego.

### Episkopat
14 lutego 2018 papież Franciszek zatwierdził jego wybór na biskupa kurialnego maronickiego patriarchatu Antiochii nadając mu stolicę tytularną Apamea in Syria. Sakry biskupiej udzielił mu 7 kwietnia 2018 maronicki patriarcha Antiochii - kardynał Béchara Boutros Raï.
15 czerwca 2019 został prokuratorem patriarchatu przy Stolicy Apostolskiej.